# تگزاس رایدرز
تگزاس رایدرز (به انگلیسی: Texas Raiders) یک هواپیمای ساختِ کارخانهٔ شرکت هواپیماسازی داگلاس در کشور ایالات متحده آمریکا است.